# یک روز خوش برای موزماهی
یک روز خوش برای موزماهی (به انگلیسی: A Perfect Day for Bananafish) داستانی از جروم دیوید سلینجر است که نخستین‌بار در شماره ژانویه ۱۹۴۸ مجلهٔ نیویورکر و سپس در کتاب «نه داستان» منتشر شد.

## خلاصه داستان
داستان در مورد سیمور گلس، بزرگترین فرزند خانواده گلس و همسرش موریل است که برای مسافرت به فلوریدا رفته‌اند. در حالیکه سیمور در ساحل است، موریل تلفنی با مادرش در مورد مسائل مختلف از جمله رفتار سیمور صحبت می‌کند. مادر موریل به طور کلی نسبت به سیمور بدبین است و نگران رفتار غیرعادی اوست. در ساحل سیمور داستان موزماهی را برای دختری به نام سیبل تعریف می‌کند. سپس به اتاقش در هتل باز می‌گردد. به زنی در آسانسور می‌گوید که انقدر به پاهای او خیره نشود و به نظر می‌رسد نسبت به این موضوع بسیار حساس است. سپس در اتاق هتل در کنار موریل که به خواب رفته است می‌نشیند و با شلیک گلوله‌ای به سمت راست سرش خودکشی می‌کند.